# Takemusu aiki
Takemusu aiki (武産合気) est une expression japonaise utilisée en aïkido. C'est également le titre d'un livre rapportant les paroles du fondateur de l'aïkido, Morihei Ueshiba, retranscrites par Hideo Takahashi du Byakko Shinkokai en 1976. Ouvrage traduit en français depuis mars 2006 par les Éditions du Cénacle de France.
Cette expression signifie de manière littérale « force d'harmonie valeureuse et créatrice  ».
Take (武) a pour premier sens « martial », mais pour Morihei Ueshiba, le créateur de l'aïkido (un profond croyant et pratiquant du shintoïsme), il est synonyme de divin. Pour lui, les valeurs martiales — courage, sagesse, empathie, honnêteté, droiture (voir Bushido) — sont d'inspiration divine.
Musu (産) est l'abréviation de musubi qui désigne les liens entre les êtres. Par extension, cela désigne le mariage, la procréation, la naissance, la création, la concrétisation.
Ai (合) désigne l'harmonie, l'union, et le ki (気) est l'énergie vitale qui emplit l'univers, relie les êtres entre eux et permet la vie, le mouvement.

## Interprétations
(mars 2016).
Comme souvent pour les paroles de Ueshiba, cette expression peut se comprendre à plusieurs niveaux.
Le premier niveau est celui de la pratique de l'aïkido. L'étude de l'aïkido contient un nombre limité de mouvements (une quinzaine) contre un nombre limité de situations (debout, à genou) et d'attaques, mais la combinaison des situations, attaques et mouvement donne un nombre incroyablement grand de formes différentes. Takemusu aiki désigne donc la richesse créatrice de l'aïkido, la richesse des situations engendrées par un nombre restreint de principes.
Le second niveau est celui de la pratique des arts martiaux en général. Tous les arts martiaux ont les mêmes contraintes (efficacité maximale face à une attaque afin de survivre) et si les réponses sont différentes, les principes sont les mêmes : vigilance, gestion de la distance, équilibre, esquive, contrôle de l'adversaire… Takemusu aiki désigne donc l'unité des arts martiaux dans leurs principes, malgré des formes différentes.
Le troisième niveau est celui de la vie courante. Les principes des arts martiaux peuvent s'appliquer à tous les domaines, comme l'avaient déjà souligné en leur temps Miyamoto Musashi et Yagyū Munenori, pour la stratégie militaire et la conduite de toute action. Ainsi, lorsque l'on soulève une charge, la nécessité de garder le dos droit et de faire travailler les muscles des cuisses est la même que lorsque l'on veut maîtriser une attaque ; Nobuyoshi Tamura, qui avait été un des étudiants proches de Ueshiba (uchi deshi), racontait que le fondateur leur expliquait même comment balayer le dōjō (voir aussi Le livre du ki de Koichi Tohei).  Takemusu aiki désigne donc l'universalité des principes utilisés dans les arts martiaux.
Enfin, l'expression a un sens spirituel, mystique. C'est l'inspiration divine qui permet l'harmonie au sein de chaque être et entre les êtres, et qui permet la création. Takemusu aiki est alors ce qui fait la différence entre l'aïkido, un art de la paix, et les arts de la guerre voués à la destruction.